# Жалосна смрча
Жалосна смрча (лат. Picea breweriana) је врста смрче. 

## Опис биљке
Ово дрво расте скоро 40 m у висину. Гране другог реда су висеће и довољно дуге да допиру до земље. Четине на стеригмама. Шишарке су дуге 6-12, а широке 2-3 cm.

## Станиште и ареал
Потиче из Орегона и северне Калифорније (САД), али се гаји као парковска врста и ван Америке, највише у Уједињеном Краљевству и Скандинавији.